# Коблек
Коблек (словен. Koblek) — поселення в общині Войник, Савинський регіон, Словенія. 
Висота над рівнем моря: 307,8 м.